# Marie-Louise O’Murphy (királyi ágyas)
Marie-Louise O’Murphy (Rouen, 1737. október 21. – Párizs, 1814. december 11.) XV. Lajos francia király ágyasa.
12 testvér közül a legfiatalabbként született. Apja Daniel O'Murphy, anyja Marguerite Iquy. Ír felmenőkkel rendelkeztek, de Normandiában telepedtek le végül. A szülők 1714. január 21-én esküdtek meg Rouen-ben. Marie öt testvére nem érte meg a felnőttkort. Életben maradt testvérei: Marguerite-Louise, Marie-Brigitte, Marie-Magdeleine, Marie-Victoire, Marie-Louise, Jean-François és Michel-Augustin.
Daniel O'Murphy a jakobita sereg tagjaként követte II. Jakab angol királyt annak franciaországi száműzetésébe. Marie anyját házassága után, 1729-ben letartóztatták prostitúcióért és lopásért, s Danielnek is meggyűlt a baja a törvénnyel. 1735-ben is letartóztatták, s a Bastille-ba került, amiért segédkezett abban az összeesküvésben, melynek célja az volt, hogy II. Jakab fiát, a trónkövetelő Jakab Ferenc herceget visszajuttassák Anglia trónjára. 
Hét hónapig ült ezért börtönben, aztán visszaengedték feleségéhez és számos gyermekéhez. Egyetlen feltételként azt szabták, hogy soha nem teheti be többé a lábát Párizsba. Marie nővérei később, anyjukhoz hasonlóan ugyancsak szembekerültek a törvénnyel tiltott kéjelgés miatt. 1753. április 1-jén a 15 éves Marie XV. Lajos francia király egyik ágyasa lett. Még az év június 4-én Marie anyja is Párizsba költözött gyermekeivel, ugyanis előtte nem sokkal megözvegyült.
Marie a híres festőművész, François Boucher egyik modellje lett, 1752 körül, s a férfi A szőke odaliszk címmel egy gyönyörű olajfestményt készített a fiatal lányról, mezítelenül, hason fekvő pózban. XV. Lajos egyéb szeretőivel ellentétben Marie-t nem mutatták be az udvarban hivatalosan mint királyi ágyast, s saját lakrésze sem volt a versailles-i palotában, viszont az udvarhoz közel kapott a királytól egy saját rezidenciát. Állítólag Lajos akkor figyelt fel Marie-ra, amikor Madame Pompadour fivére megmutatta neki a nőről készült Boucher-féle olajfestményt.
1753 közepén volt egy vetélése, mely majdnem az életébe került. 1754. június 20-án Párizsban világra hozta a király gyermekét, egy leányt, Agathe-Louise de Saint-Antoine de Saint-Andrét. 1755 novemberében Lajos elküldte őt az udvartól, 25-én pedig férjhez ment Jacques Pelet de Beaufranchet-hez, Ayat lordjához, aki kilenc évvel volt idősebb nála. Előkelő hitvesének azt hazudta, hogy ő egy ír nemes, Daniel Morphy de Boisfailly leánya.
Hozományként XV. Lajos 20 000 livre-t adott Marie férjének, továbbá az asszony megtarthatta ruháit és ékszereit is, amiket még a király adott neki ajándékba kapcsolatuk alatt. Az esküvőn a vőlegény szülei sem voltak jelen, a menyasszony családjából pedig senki nem volt ott, édesanyja csak egy Noël Duval nevű ügyvédet küldött maga helyett képviseletként a ceremóniára.
Az újdonsült asszony hamar teherbe esett, leánya, Louise Charlotte Antoinette Françoise Pelet de Beaufranchet 1756. október 30-án jött világra. 1757. november 5-én Marie megözvegyült, amikor hitvesét megölték a rossbachi csatában. Tizenhét nappal később jött világra az özvegy második gyermeke, egy kisfiú, aki a Louis Charles Antoine Pelet de Beaufranchet nevet kapta. Kétesztendős leánya, Louise elhunyt 1759. február 6-án. Tizenhárom nap múlva Marie újból férjhez ment, második hitvese pedig a nála tizenkét évvel idősebb, elvált, háromgyermekes François Nicolas Le Normant (Flaghac grófja) lett.
A sors fintora, hogy újdonsült férje révén rokonságba került Madame de Pompadourral is. 1768. január 5-én született meg Marie újabb leánya, Marguerite Victoire Le Normant de Flaghac. (Egyes korabeli feltételezések szerint a gyermek apja valójában XV. Lajos volt.) 1783. április 24-én Marie újból megözvegyült. 12 000 frank örökséghez jutott így hozzá. A „terror időszaka” alatt, vagyis a francia forradalom után Marie-t is bebörtönözték mint számos más nemesembert. Szabadon bocsátása után harmadjára is oltár elé állt, utolsó férje pedig a nála 28 évvel fiatalabb Louis Philippe Dumont lett 1795. június 19-én. Három év múlva váltak el, 1798. március 16-án.
Miután a Bourbon-ház visszaszerezte trónját Franciaországban, X. Károly francia király 5000 frank járadékot állapított meg az asszonynak. 1811-ben még megérhette első dédunokája, Louise Antoinette Zoé Terreyre (Marie fiának unokája) születését is. 1814. december 11-én halt meg 77 éves korában Párizsban, leánya, Marguerite házában.

## Bibliográfia
- Giacomo Casanova: Histoire de ma vie, F.A. Brockhaus, Wiesbaden et Plon, Paris 1960-1961.
- Camille Pascal: Le Goût du roi : Louis XV et Marie-Louise O'Murphy, Paris, Librairie Académique Perrin, 2006, 327 o.
- Alexander Schulz: Louison O'Morphy. Bouchers Modell für das Ruhende Mädchen, Isny, Andreas Schultz, 1998, 80 o.
- Duncan Sprott: Our Lady of the potatoes, Faber and Faber, Londres, 1997, 235 o.